# Orodes II.

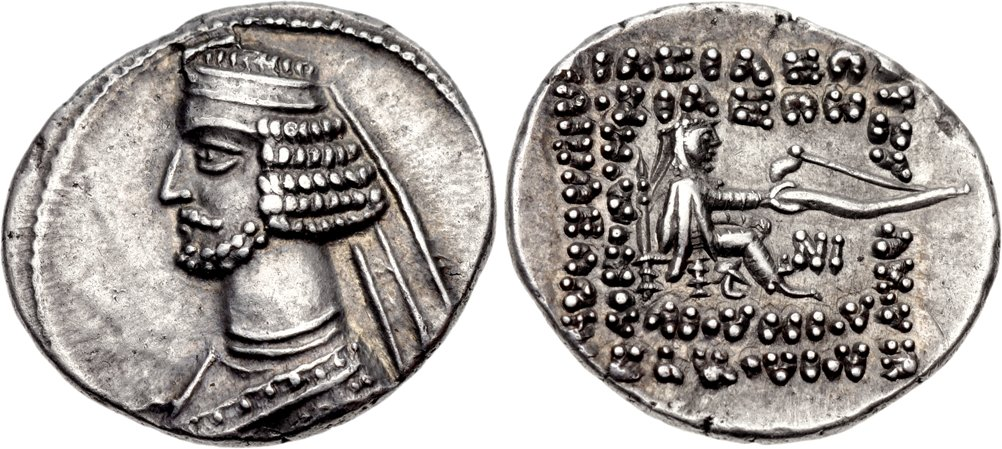
Münze von Orodes II., um 40 v. Chr.

Orodes II. (auf seinen Münzen Hyrodes genannt) war ein König des Partherreiches, der von 58/57 v. Chr. bis 38/37 v. Chr. regierte. Er hatte zusammen mit seinem Bruder Mithridates IV. den gemeinsamen Vater Phraates III. umbringen lassen und stritt nach dessen Tod mit seinem Bruder um die Herrschaft in Parthien, die er schließlich ab 55 v. Chr. auch erlangte.
Orodes machte Armenien zum parthischen Vasallenstaat. Sein General Surenas brachte den Römern im 54 v. Chr. ausgebrochenen Partherkrieg eine der verheerendsten Niederlagen der römischen Geschichte bei, als er 53 v. Chr. das seinen Truppen vierfach überlegene Heer des Marcus Licinius Crassus in der Schlacht bei Carrhae besiegte. Orodes ließ Surenas später hinrichten (angeblich aus Neid wegen dessen Erfolg). Orodes selbst führte zu dieser Zeit gerade einen Feldzug gegen Armenien, das gerade wieder zu den Römern abgefallen war. Infolge des erfolgreichen Feldzugs des Orodes musste Armenien weite Gebiete im östlichen Landesteil an das Partherreich abtreten. Orodes versuchte, Rebellionen gegen Rom zu schüren, und war in Phönizien und Kleinasien erfolgreich. Sein Sohn Pakoros brach 40 v. Chr. mit einer kleinen Armee in Judäa ein. Orodes starb im Jahre 38 v. Chr. Er wurde von seinem Sohn Phraates ermordet. Aus Keilschrifttexten ist seine Schwester und Gemahlin Teleonike bekannt. Sein Nachfolger wurde sein Sohn Phraates IV.